# Lamotte-Brebière
Pour les articles homonymes, voir Lamotte.
Lamotte-Brebière est une commune française située dans le département de la Somme, en région Hauts-de-France.

## Géographie

### Localisation

#### Communes limitrophes
À proximité de la vallée de la Somme, desservie par la N 25 et la D 18, Lamotte-Brebière n'est séparée de l'agglomération amiénoise que par la commune de Camon.

### Nature du sol et du sous-sol
Le sol de la commune est de nature calcaire et siliceuse avec une couche végétale peu épaisse sur le plateau. Dans la vallée, le sol est d nature tourbeuse.

### Relief, paysage, végétation
Le relief de la commune présente deux entités distinctes, un plateau limoneux et une vallée tourbeuse. Le point culminant de la commune est situé au nord (70 m d'altitude).

### Hydrographie

#### Réseau hydrographique
La commune est située dans le bassin Artois-Picardie. Elle est drainée par la Somme canalisée, le Château de Tronville et un autre petit cours d'eau.
Le canal de la Somme, construit entre 1770 et 1827, et mis au gabarit Freycinet en 1880, est long 170 km. Il débute à Saint-Simon où il touche au canal de Saint-Quentin et débouche dans la baie de Somme.

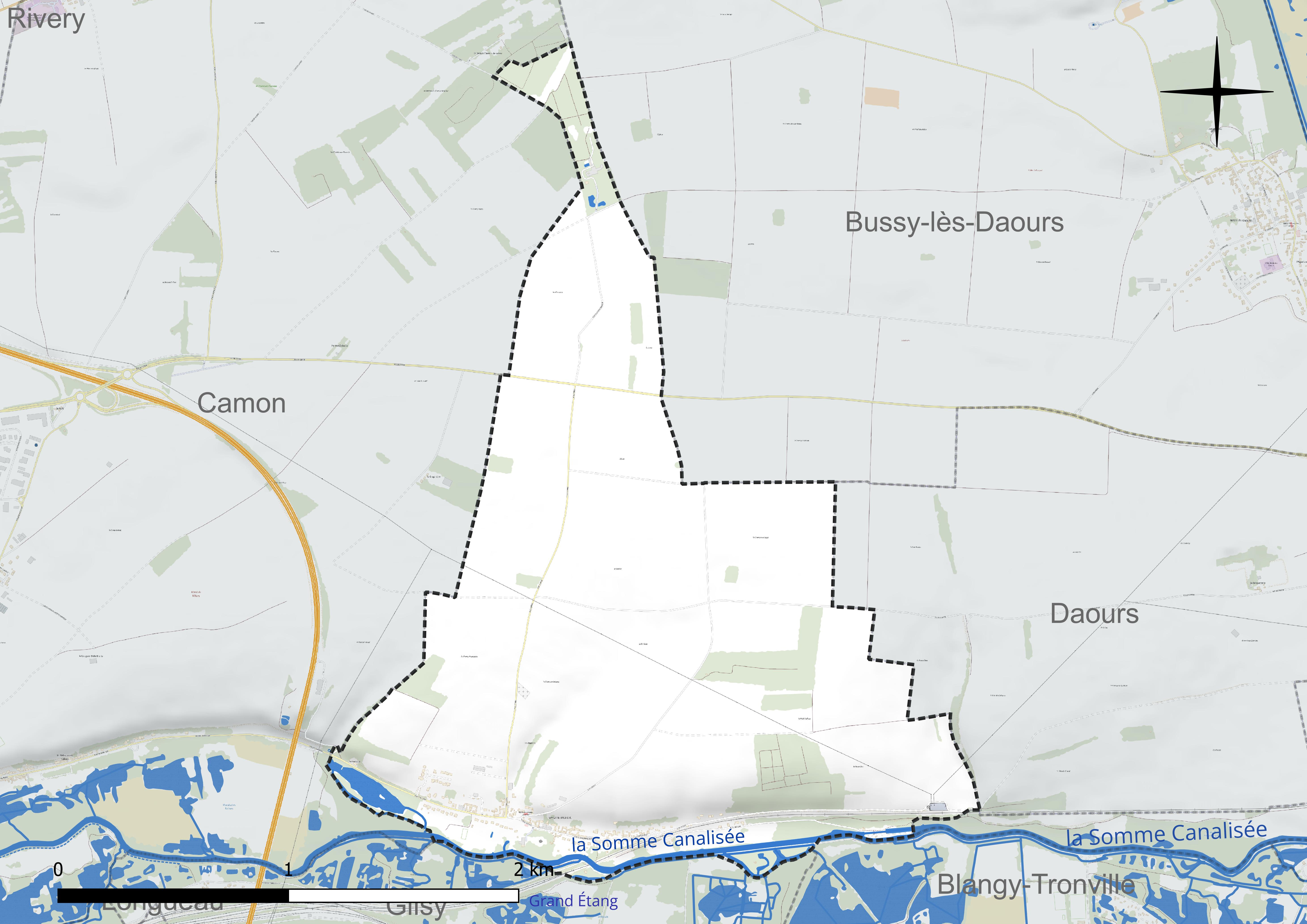
Réseau hydrographique de Lamotte-Brebière.

#### Gestion et qualité des eaux
Le territoire communal est couvert par le schéma d'aménagement et de gestion des eaux (SAGE) « Somme aval et Cours d'eau côtiers ». Ce document de planification concerne un territoire de 1 835 km2 de superficie, délimité par le bassin versant de la Somme canalisée. Le périmètre a été arrêté le 29 avril 2010 et le SAGE proprement dit a été approuvé le 6 août 2019. La structure porteuse de l'élaboration et de la mise en œuvre est le syndicat mixte d'aménagement hydraulique du bassin versant de la Somme (AMEVA).
La qualité des cours d'eau peut être consultée sur un site dédié géré par les agences de l'eau et l'Agence française pour la biodiversité.

### Climat
Pour des articles plus généraux, voir Climat des Hauts-de-France et Climat de la Somme.
En 2010, le climat de la commune est de type climat océanique dégradé des plaines du Centre et du Nord, selon une étude du CNRS s'appuyant sur une série de données couvrant la période 1971-2000. En 2020, Météo-France publie une typologie des climats de la France métropolitaine dans laquelle la commune est exposée à un climat océanique et est dans la région climatique Nord-est du bassin Parisien, caractérisée par un ensoleillement médiocre, une pluviométrie moyenne régulièrement répartie au cours de l'année et un hiver froid (3 °C).
Pour la période 1971-2000, la température annuelle moyenne est de 10,5 °C, avec une amplitude thermique annuelle de 14,1 °C. Le cumul annuel moyen de précipitations est de 676 mm, avec 11,3 jours de précipitations en janvier et 8,6 jours en juillet. Pour la période 1991-2020, la température moyenne annuelle observée sur la station météorologique la plus proche, située sur la commune de Glisy à 1 km à vol d'oiseau, est de 11,1 °C et le cumul annuel moyen de précipitations est de 646,6 mm,. Pour l'avenir, les paramètres climatiques de la commune estimés pour 2050 selon différents scénarios d'émission de gaz à effet de serre sont consultables sur un site dédié publié par Météo-France en novembre 2022.
| Mois                                  | jan.           | fév.             | mars          | avril         | mai             | juin           | jui.           | août           | sep.           | oct.            | nov.            | déc.             | année      |
| ------------------------------------- | -------------- | ---------------- | ------------- | ------------- | --------------- | -------------- | -------------- | -------------- | -------------- | --------------- | --------------- | ---------------- | ---------- |
| Température minimale moyenne (°C)     | 1,6            | 1,6              | 3,4           | 5,1           | 8,4             | 11,4           | 13,4           | 13,3           | 10,7           | 8               | 4,7             | 2,2              | 7          |
| Température moyenne (°C)              | 4,2            | 4,7              | 7,5           | 10,1          | 13,5            | 16,5           | 18,7           | 18,7           | 15,6           | 11,8            | 7,6             | 4,7              | 11,1       |
| Température maximale moyenne (°C)     | 6,7            | 7,8              | 11,5          | 15,2          | 18,5            | 21,6           | 23,9           | 24             | 20,5           | 15,6            | 10,5            | 7,1              | 15,2       |
| Record de froid (°C) date du record   | −14,6 10.01.09 | −12,7 07.02.1991 | −10 04.03.05  | −3,9 08.04.03 | −1,2 07.05.1997 | 0,1 05.06.1991 | 4,5 04.07.1990 | 5,2 08.08.1990 | 1,1 27.09.1990 | −5,4 30.10.1997 | −9,5 24.11.1998 | −13,5 29.12.1996 | −14,6 2009 |
| Record de chaleur (°C) date du record | 15,8 09.01.15  | 19,4 24.02.1990  | 24,1 31.03.21 | 26,7 19.04.18 | 31,5 27.05.05   | 36 27.06.11    | 41,7 25.07.19  | 38,1 10.08.03  | 34,2 15.09.20  | 28 10.10.23     | 20,7 07.11.15   | 17,1 07.12.00    | 41,7 2019  |
| Ensoleillement (h)                    | 637            | 865              | 1 469         | 2 063         | 2 027           | 2 203          | 224            | 1 881          | 168            | 1 169           | 711             | 665              | 17 609     |
| Précipitations (mm)                   | 48,8           | 45               | 45,3          | 39,4          | 55,9            | 54,6           | 58,9           | 59,9           | 48,4           | 57,7            | 60,4            | 72,3             | 646,6      |

## Urbanisme

### Typologie
Au 1er janvier 2024, Lamotte-Brebière est catégorisée commune rurale à habitat dispersé, selon la nouvelle grille communale de densité à sept niveaux définie par l'Insee en 2022.
Elle est située hors unité urbaine. Par ailleurs la commune fait partie de l'aire d'attraction d'Amiens, dont elle est une commune de la couronne,. Cette aire, qui regroupe 369 communes, est catégorisée dans les aires de 200 000 à moins de 700 000 habitants,.

### Occupation des sols
L'occupation des sols de la commune, telle qu'elle ressort de la base de données européenne d'occupation biophysique des sols Corine Land Cover (CLC), est marquée par l'importance des territoires agricoles (89,9 % en 2018), une proportion identique à celle de 1990 (89,9 %). La répartition détaillée en 2018 est la suivante : 
terres arables (68,8 %), zones agricoles hétérogènes (18,4 %), zones humides intérieures (7,8 %), prairies (2,6 %), forêts (2,4 %). L'évolution de l'occupation des sols de la commune et de ses infrastructures peut être observée sur les différentes représentations cartographiques du territoire : la carte de Cassini (XVIIIe siècle), la carte d'état-major (1820-1866) et les cartes ou photos aériennes de l'IGN pour la période actuelle (1950 à aujourd'hui).

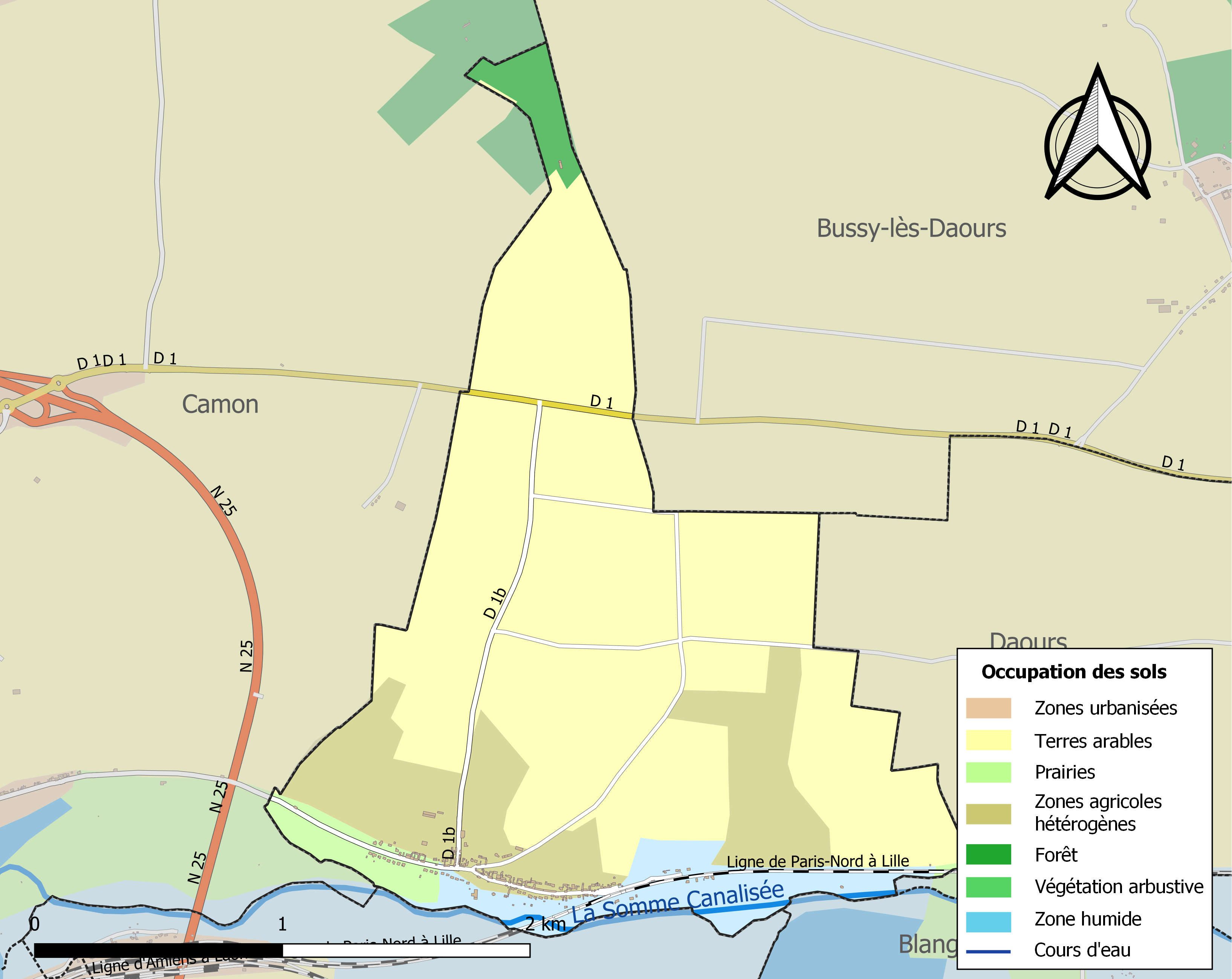
Carte des infrastructures et de l'occupation des sols de la commune en 2018 (CLC).

### Habitat
La commune présente un habitat groupé construit au bas d'un coteau.

### Voies de communication et transports
La route départementale 1 traverse la commune au nord, elle relie Amiens à Péronne. Lamotte-Brebières est également reliée à Camon et à Daours par des routes secondaires.
Le canal de la Somme limite la commune au sud, il n'est plus utilisé que pour le tourisme fluvial.
Le chemin de fer d'Amiens à Arras traverse la commune mais la commune n'est plus desservie, l'arrêt a été supprimé.

## Toponymie
Le nom de la localité est attesté sous les formes Berberiæ en 1153 ; Berbières en 1153 ; Berberii-Breberii en 1153 ; Brebière super Summam en 1186; Brebières en 1190 ; Brebières en 1197 ; La Mote à Brebières en 1248 ; Brebyère en 1249 ; La Mote en 1300 ; La Motte en 1579 ; Lamotte-Brebière en 1664 ; Motte-Brebierre en 1720 ; La Mottelette en 1730 ; La Motelette en 1733 ; Motte-Brebuze en 1753 ; La Motte-Brebière en 1757 ; Motelette en 1787.
Le nom Lamotte laisse à penser à l'existence d'une ancienne motte castrale et le terme Brebière désignerait un territoire sur lequel on élevait des moutons.

## Histoire

### Moyen Age
En 1153, Baudoin de Dury et son épouse Bréatrice firent don de leur terre de Breberiis à l'évêque d'Amiens.
En 1390, Lamotte devint la propriété d'Enguerran d'Eudes, gouverneur du Dauphiné qui a son tour en fit don au chapitre cathédral d'Amiens.

### Époque moderne
En 1766, on dénombrait 13 feux à Lamotte-Brebière.
Le premier mardi d'août, se déroulait à Lamotte-Brebière une chasse aux cygnes à laquelle prenait part le vidame d'Amiens qui détenait la seigneurie de Daours. Les couvées étaient partagées entre l'abbé de Corbie et les seigneurs de Rivery et de Blangy.

### Époque contemporaine
De 1790 à 1801, la commune relève de l'administration et de la justice de paix du canton de Querrieux.
En l'an VII et jusqu'au 10 germinal de l'an VIII (30 mars 1800), tous les mariages civils du canton sont prononcés au chef-lieu, conformément à l'article IV de la Loy du 13 fructidor de l'an VI (30 août 1798).
En 1870, plus d'un demi-siècle après l'achèvement du creusement du canal de la Somme est mise en service l'écluse de Lamotte-Brebière. Les cultures maraîchères des hortillonnages étant régulièrement inondées à cause du trafic fluvial entre Daours et Amiens, la construction d'une nouvelle écluse et de sa maison éclusière s'impose.

## Politique et administration

### Liste des maires
| Période                                  | Période                      | Identité            | Étiquette | Qualité |
| ---------------------------------------- | ---------------------------- | ------------------- | --------- | ------- |
| Les données manquantes sont à compléter. |                              |                     |           |         |
| avant 1981                               |                              | Dominique Trouvé    |           |         |
| Les données manquantes sont à compléter. |                              |                     |           |         |
| mars 2001                                | mai 2020                     | Geneviève Lojtek,   |           |         |
| mai 2020                                 | En cours (au 8 octobre 2020) | Philippe Van Vynckt |           |         |

## Population et société

### Démographie
L'évolution du nombre d'habitants est connue à travers les recensements de la population effectués dans la commune depuis 1793. Pour les communes de moins de 10 000 habitants, une enquête de recensement portant sur toute la population est réalisée tous les cinq ans, les populations de référence des années intermédiaires étant quant à elles estimées par interpolation ou extrapolation. Pour la commune, le premier recensement exhaustif entrant dans le cadre du nouveau dispositif a été réalisé en 2007.

En 2022, la commune comptait 244 habitants, en évolution de +7,49 % par rapport à 2016 (Somme : −1,26 %, France hors Mayotte : +2,11 %).
| 1793 | 1800 | 1806 | 1821 | 1831 | 1836 | 1841 | 1846 | 1851 |
| ---- | ---- | ---- | ---- | ---- | ---- | ---- | ---- | ---- |
| 121  | 132  | 142  | 148  | 183  | 193  | 196  | 192  | 188  |

| 1856 | 1861 | 1866 | 1872 | 1876 | 1881 | 1886 | 1891 | 1896 |
| ---- | ---- | ---- | ---- | ---- | ---- | ---- | ---- | ---- |
| 191  | 181  | 177  | 169  | 142  | 150  | 146  | 140  | 140  |

| 1901 | 1906 | 1911 | 1921 | 1926 | 1931 | 1936 | 1946 | 1954 |
| ---- | ---- | ---- | ---- | ---- | ---- | ---- | ---- | ---- |
| 133  | 140  | 137  | 142  | 148  | 153  | 146  | 163  | 144  |

| 1962 | 1968 | 1975 | 1982 | 1990 | 1999 | 2006 | 2007 | 2012 |
| ---- | ---- | ---- | ---- | ---- | ---- | ---- | ---- | ---- |
| 123  | 132  | 180  | 200  | 215  | 242  | 216  | 212  | 236  |

| 2017 | 2022 | - | - | - | - | - | - | - |
| ---- | ---- | - | - | - | - | - | - | - |
| 222  | 244  | - | - | - | - | - | - | - |

## Économie

### Activités économiques et de services
L'activité dominante de la commune reste l'agriculture mais la plupart ds habitants ont une activité professionnelle dans l'agglomération amiénoise.

## Culture locale et patrimoine

### Lieux et monuments
- Église Saint-Léger. Édifice avec clocher à campanile, dépendant désormais de la paroisse Saint François d'Assise d'Amiens Métropole.